# Sylvain Postel
 (août 2018).
Si vous disposez d'ouvrages ou d'articles de référence ou si vous connaissez des sites web de qualité traitant du thème abordé ici, merci de compléter l'article en donnant les références utiles à sa vérifiabilité et en les liant à la section « Notes et références ».
Sylvain Postel est un ancien boxeur français de savate boxe française, il est l'entraîneur à l'ASC BNP Paribas et donne régulièrement des cours lors de stages. Champion d'Europe Élite en 1990, il est aussi vainqueur de la première Coupe d'Europe de Style en 1998, et de la première Coupe du monde de Style, à 38 ans, en 2000,.

## Palmarès

### Compétitions nationales
- Champion de France Elite 1984.
- Champion de France Elite 1985.
- Champion de France Elite 1986.
- Champion de France Elite 1987.
- Champion de France Elite 1988.
- Coupe de France de Style 1998.

### Compétitions internationales
- Vice-Champion d'Europe Elite 1988.
- Champion d'Europe Elite 1990.
- Coupe d'Europe de Style 1998.
- Coupe du monde de Style 2000.